# Abarema leucophylla
Abarema leucophylla là một loài thực vật có hoa trong họ Đậu.